# 美作瀧尾站
美作瀧尾站（日语：／ Mimasaka-Takio eki */?）是位於岡山縣津山市堀坂263號，西日本旅客鐵道（JR西日本）的因美線車站。

## 歷史
車站名稱取自曾經存在的自治體名稱瀧尾村（在1954年編入至津山市）。在車站啟用時，九州大分縣已經設有瀧尾站，按照規定，新車站冠上了舊國名，因此此站名為「美作瀧尾站」
- 1928年（昭和3年）3月15日 - 因美南線美作加茂站至津山站之間開通，此站啟用。
  - 當時車站地址是岡山縣勝田郡瀧尾村（日语：滝尾村 (岡山県)）堀坂（日语：堀坂）。
- 1932年（昭和7年）7月1日 - 因美南線成為因美線一部分，此站成為因美線車站。
- 1954年（昭和29年）7月1日 - 瀧尾村編入至津山市，車站地址變為岡山縣津山市堀坂。
- 1987年（昭和62年）4月1日 - 伴隨國鐵分割民營化，車站由西日本旅客鐵道（JR西日本）營運。

## 車站構造

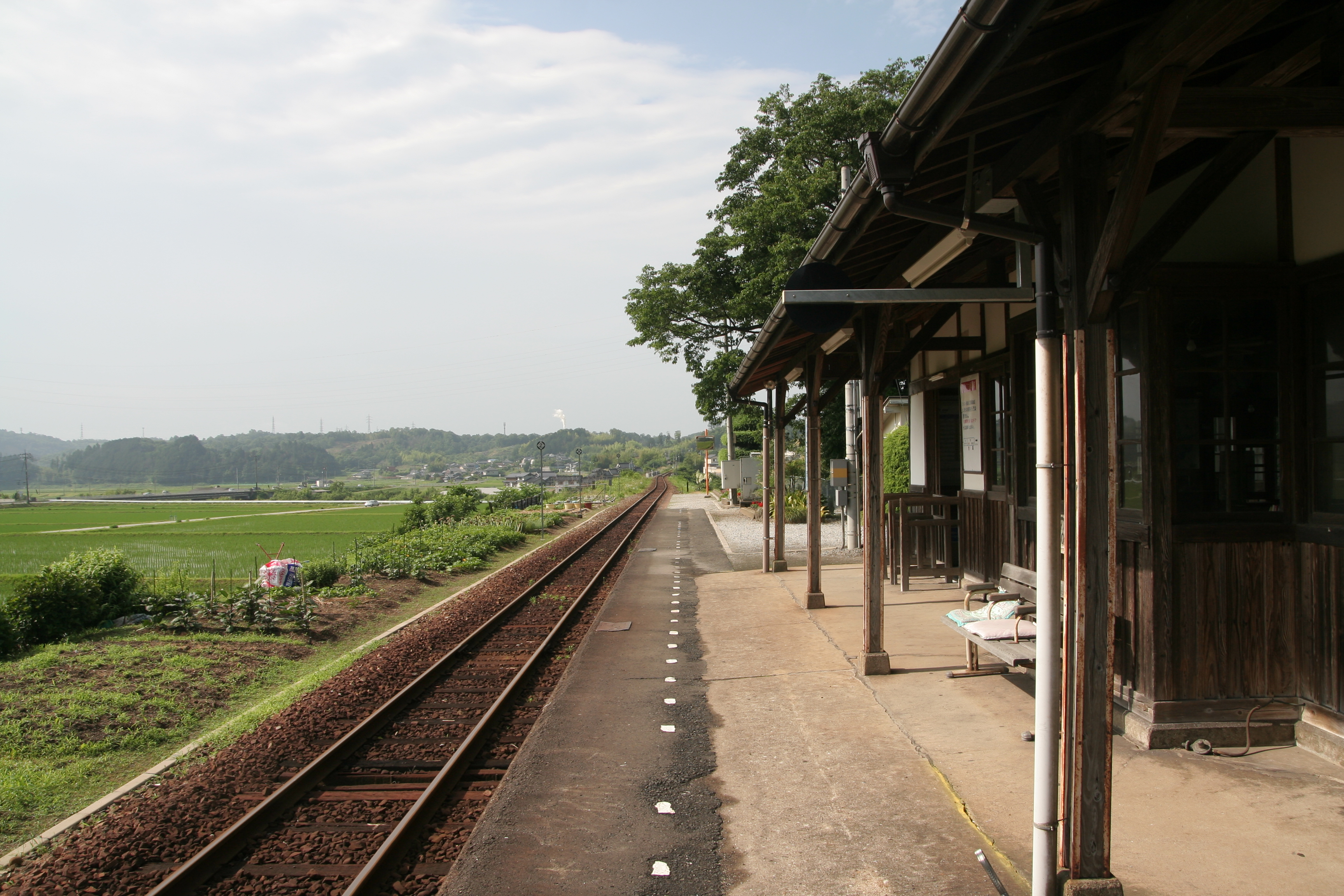
月台（2009年6月）

車站是一座地面車站，設有1面1線單式月台，津山方向的列車會開啟右邊車門，前往津山方向和智頭方向的列車使用同一月台。
車站大樓是一座古老木造建築物，並且建於戰前。在2008年11月登錄成為登錄有形文化財。
此站是由津山站管理的無人車站。曾經委托在站前的JA津山神瀧營業所，使用流動售票機發售車票，當時此站是簡易委託車站。
在車站北邊曾經設有貨物起卸站，現時該處遺留了當時的建築物、側線和貨物月台。

## 使用狀況
以下為近年1日平均乘車人次列表：
| 乘車人次變化 | 乘車人次變化    |
| 年度         | 1日平均乘車人次 |
| ------------ | --------------- |
| 1999         | 94              |
| 2000         | 78              |
| 2001         | 67              |
| 2002         | 60              |
| 2003         | 55              |
| 2004         | 52              |
| 2005         | 54              |
| 2006         | 54              |
| 2007         | 48              |
| 2008         | 51              |
| 2009         | 56              |
| 2010         | 61              |
| 2011         | 52              |
| 2012         | 63              |
| 2013         | 59              |
| 2014         | 56              |
| 2015         | 41              |
| 2016         | 39              |
| 2017         | 35              |
| 2018         | 30              |

## 車站周邊
- 瀧尾郵局
- 津山市立清泉小學（日语：津山市立清泉小学校）
- 岡山縣道·鳥取縣道6號津山智頭八東線（日语：岡山県道・鳥取県道6号津山智頭八東線）
- 岡山縣道348號堀坂勝北線（日语：岡山県道348号堀坂勝北線）

## 其他
- 電影《寅次郎的故事48 寅次郎红之花》初個場景是在此站。在站前設有紀念拍攝場面的紀念碑。

## 相鄰車站
西日本旅客鐵道（JR西日本）
 因美線
■快速
通過
■普通
三浦－美作瀧尾－高野

## 注腳
1. ↑  .   [2019-08-01]. （原始内容存档于2020-12-04） （日语）.
2. ↑  岡山縣統計年報

## 外部連結
- 美作瀧尾｜車站資訊：JR出門網 - 西日本旅客鐵道（日語）